# هاشيت
هاشيت الكتب (بالفرنسية: Hachette Livre) هي مجموعة نشر وتوزيع بفرنسا أنشأت عام 1824 من طرف لويس هاشيت. هي تابعة للاجاردير س.س.أ منذ 1981، و هي أول دار نشر في فرنسا وثاني واحدة في إسبانيا.

## دور النشر التابعة مجموعة هاشيت كتب
الشركات التابعة لها كثيرة وفي دول متعددة؛ في الصين، بولونيا، الجزائر، إسبانيا، البرازيل، فرنسا، اليابان، الولايات المتحدة، المملكة المتحدة، إيطاليا والمكسيك.

### الجزائر
- سيديا

### البرازيل
- إيسكالادا إيديكاسيونال
- لاروس برازيل

### الصين
- هاشيت فوينكس

### إسبانيا
- برونو
- سالفات للنشر والتوزيع
- مجموعة أنايا
- س.ب.أ.س

### الولايات المتحدة الأمريكية
- مجموعة هاشيت كتب الولايات المتحدة الأمريكية

### فرنسا
كثيرة جدا ومنها:
- ستوك للنشر والتوزيع
- لاروس
- ماربو
- أتزيل

### المكسيك
- لاروس المكسيك[11]
- مجموعة باتريا ثقافة

### بولونيا
- هاشيت بولسكا[12]

### المملكة المتحدة
الكثير ومن بينهم:
- مجموعة أوريون للنشر والتوزيع

### اليابان

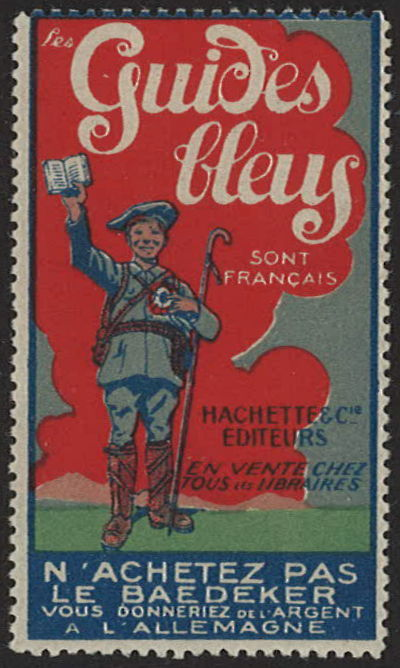
كتاب قديم نشرته هاشيت

- مجموعة هاشيت كتب اليابان

## وصلات خارجية
- الموقع الرسمي لشركة هاشيت الكتب.